# Orvesto
Orvesto är en årlig medieundersökning med uppgifter om tidningars (sedan 1994), samt radio- och tv-kanalernas (sedan 1994) räckvidd. Undersökningarna har utförts sedan 1969, sedan 1969 av Testologen (sedermera IMU-Testologen). Därefter av Sifo och sedan 2009 av Kantar Sifo (tidigare TNS Sifo).